# Бременская советская республика

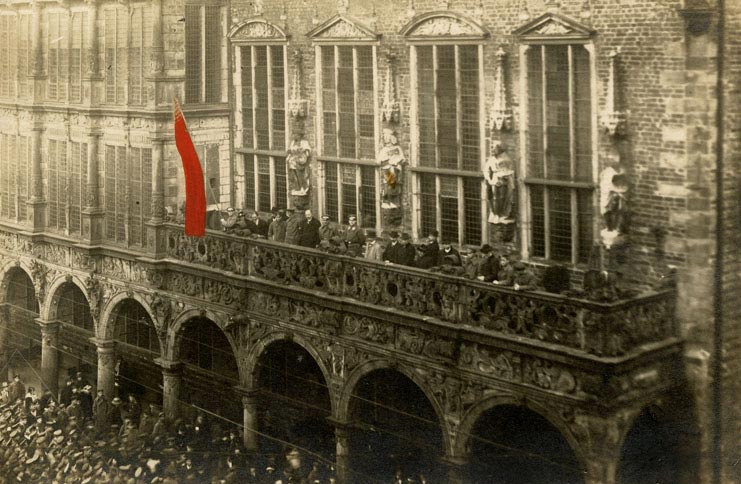
Провозглашение перехода власти к Советам рабочих и солдатских депутатов у Бременской ратуши 15 ноября 1918 года

Бременская Советская Республика (нем. Bremer Räterepublik) — республика Советов, существовавшая с 10 января 1919 года по 9 февраля 1919 года в немецких городах Бремене и Бремерхафене. Бременская советская республика, наряду с Баварской Советской Республикой, стала одним из самых значительных событий Ноябрьской революции в Германии.

## История

### Предпосылки
Создание Советской республики в Бремене 10 января 1919 года стало возможным благодаря переходу власти в этом промышленно развитом северо-германском городе-порте 6 ноября 1918 года в руки Рабочих и Солдатских Советов. Бременское отделение Социал-демократической партии Германии (СДПГ) ещё до начала Первой мировой войны занимало внутри партии наиболее левые позиции. К 1918 году оно разделилось на 3 части: на социал-демократов большинства, оставшихся в составе СДПГ (во всей Германии — но не в Бремене — это крыло социалистов было наиболее многочисленным), коммунистов и независимых социал-демократов (НСДПГ). Независимые социал-демократы занимали промежуточную позицию между социал-демократами большинства и крайне левыми (будущими коммунистами).
23 ноября 1918 часть бременских социалистов объявляет о создании объединения Коммунисты-интернационалисты Германии. На самом деле речь шла о создании первой коммунистической партии в Германии. 31 декабря 1918 года коммунисты-интернационалисты объединяются с союзом Спартака в Коммунистическую партию Германии (КПГ). Обстановка к решительным действиям в городе была подготовлена как общим политическим и экономическим кризисом в Германии, вызванным поражением в войне, гигантскими её людскими потерями на фронте, так и полным развалом кайзеровской политико-государственной системы и экономическим коллапсом, выбросившим на улицы сотни тысяч голодных и безработных. Ярким симптомом назревающей революционной ситуации были массовые антивоенные демонстрации бременских рабочих, перед которыми выступал Карл Либкнехт, и забастовки предприятий и верфей порта Бремен в июне-июле 1916 года. Печатный орган бременских социалистов «Bremer Bürger-Zeitung» возглавляли редакторы марксистской ориентации (например, Карл Радек), проводившие политическую линию, родственную большевикам в России.
В 1917—1918 годах ситуация в Бремене всё более обостряется. 31 марта 1917 года город охватывают голодные стачки, вызванные нехваткой продовольствия. В конце января 1918 года начинаются волнения среди рабочих таких крупнейших предприятий, как AG Weser, Atlas Elektro-Werken и Hansa-Lloyd. В соседнем Киле подобные же причины вызвали восстание матросов 3 ноября 1918 года.
Каждая из трёх социалистических групп Бремена ставила перед собой различные политические задачи. Целью левых радикалов (коммунистов) было создание революционных советов, из членов которых должны были быть исключены представители буржуазных партий и СДПГ, Советы должны были стать орудием классовой борьбы. Коммунисты требовали вооружить рабочих и создать из рабочих и революционных солдат Красную гвардию, конфисковать в пользу голодающих рабочих семей запасы продовольствия, принадлежащие «буржуям», закрытия контрреволюционных газет, роспуска Городского сената и полиции. «Независимые социал-демократы» поддерживали коммунистов в их требовании разрушить неправедные политическую и экономическую системы отношений, однако требовали всеобщих выборов в Советы, с участием представителей СДПГ в их работе. Социал-демократы большинства, имевшие слабое влияние на бременский пролетариат, к идее создания Советов рабочих и солдатских депутатов в городе относились прохладно, так как справедливо подозревали, что не смогут их контролировать. В целом они отвергали революционные действия и стремились к реформистской деятельности. Рабочие и прочие революционные элементы составляли приблизительно 1/3 часть населения Бремена, однако они были наиболее активны политически. СДПГ, опиравшаяся на другие слои населения (торговцев, чиновничество, служащих), мало что могла противопоставить силам, формировавшимся левыми партиями. В то же время находившиеся в Бремене воинские части занимали в целом нейтральную позицию. Так, при участии в создании Советов солдатских депутатов члены их не поддержали предложения о формировании отрядов Красной гвардии. 1 января в город вошли части возвращавшегося с фронта 75-го «Ганзейского» пехотного полка, с возвращением которого силы контрреволюции связывали надежды по разгону Советов. Однако полк при вступлении в Бремен был разоружён, и впоследствии его представители сами вошли в состав солдатских Советов.

### Провозглашение Советской власти
Утром 6 ноября 1918 года рабочими предприятия AG Weser было получено воззвание восставших в Киле военных моряков с призывом о помощи Совету рабочих и солдатских депутатов в Киле, а также в освобождении из тюрьмы 230 арестованных за участие в акциях протеста матросов. Одновременно восстали военные моряки Вильгельмсхафена. В Бремене, после встречи солдат гарнизона с восставшими моряками, прибывшими из Киля, стали образовываться солдатские Советы. Во второй половине дня в Бремене начались массовые демонстрации, и вечером Адам Фразункевич, один из руководителей «независимых социал-демократов», с балкона бременской Ратуши провозглашает о создании городского Рабоче-солдатского Совета, к которому переходит вся власть в Бремене. Его исполнительный комитет состоял из трёх коммунистов — Ганса Бродмеркеля, Адольфа Данната и Альфреда Штокингера, и четырёх «независимых социал-демократов»: Альфреда Хенке, Адама Фразункевича, Карла Герольда и Эмиля Зоммера. После выборов, состоявшихся 7 ноября, в состав Исполкома вошли и другие депутаты. Всего же Бременский Совет был сформирован из 210 депутатов, представлявших законодательную власть, и 250 депутатов, осуществлявших контрольные функции. Кроме этого, был создан без участия представителей СДПГ Исполком из 15 членов. Позднее число его членов было увеличено до 21, и в состав были введены представители СДПГ. Председателем Исполкома стал «независимый социал-демократ» Альфред Хенке, председателем фракции коммунистов — Ганс Бродмеркель.
14 ноября 1918 года, выступая на Бременской бирже, Альфред Хенке объявил о взятии полной власти в городе Советом и о роспуске Городского сената. В то же время чиновникам было приказано оставаться на своих рабочих местах. На время переходного периода создавалась комиссия из 6 представителей Рабоче-солдатского Совета и 6 сенаторов. Официально о передаче власти в городе было объявлено А. Хенке с балкона Ратуши в 11:00 15 ноября.
Процесс развития власти Рабоче-солдатского Совета в Бремене в Бременскую Советскую республику сопровождался постоянной политической борьбой внутри Совета между различными социалистическими группами, в него входившими. Голосование по резолюции, принятой 19 ноября 1918 года и призывавшей к созыву Национального собрания всех Рабоче-крестьянских советов Германии, направленное против провозглашения Веймарской республики, было принято с подавляющим большинством голосов (116 «за» на 23 «против»). Подавляющее большинство противников резолюции были из лагеря СДПГ. 22 ноября состоялась организованная левыми радикалами массовая манифестация, на которой левые потребовали разоружения буржуазии, исключения её представителей и членов СДПГ из Советов, передачи печатного органа СДПГ Bremer Bürger-Zeitung левым. Резолюции этой манифестации легли в основу созданного на следующий день союза «Коммунисты-интернационалисты Германии» («Internationalen Kommunisten Deutschlands, IKD»). В то же время представители бременского гарнизона, фактически руководившие солдатским Советом, отклонили предложение о создании Красной гвардии и вооружении рабочих города. 29 ноября 1918 по инициативе коммунистов состоялась массовая демонстрация, в результате которой Совет рабочих депутатов постановил передать газету Bremer Bürger-Zeitung от СДПГ членам НСДПГ и IKD. В связи с этим СДПГ 1 декабря пригрозила выйти из состава Советов. Получив поддержку солдатского Совета, она смогла временно сохранить за собой газету. Ситуация изменилась с возвращением в Бремен 75-го пехотного полка. 21 декабря солдатский Совет согласился с передачей газеты коммунистам и вооружением рабочих. Консервативное офицерство, возглавлявшее полк, крайне отрицательно относилось к революционному движению в городе и потребовало возвращения власти Городскому сенату, предоставление полку казарм в городе и пр. В результате проведённых переговоров между офицерами и представителями Совета удалось выработать компромиссное решение, и 1 января 1919 года 75-й полк вступил в Бремен. После утреннего построения на Марктплац (Рыночной площади), с распеванием патриотической «Германия превыше всего» солдаты отправились к предназначенным им казармам, заранее окружённым отрядами вооружённых рабочих. По прибытии в казармы полк был разоружён.
6 января в Бремене состоялись выборы в Рабоче-солдатский Совет. К выборам допускались все члены партий и профсоюзов. Поэтому СДПГ, понимавшая свою слабость, открыла массовый приём членов, в первую очередь из буржуазных кругов. За левые партии — КПГ и НСДПГ — голосовали преимущественно рабочие массы, за СДПГ — чиновничество, торговые круги и пр. В результате на выборах СДПГ получила 104 места, КПГ — 60 мест, НСДПГ — 59 мест, при том, что СДПГ среди традиционно левоориентированного бременского пролетариата влиянием не пользовалась. Такой результат привёл к сближению обеих левых партий, объявивших членов СДПГ «социал-предателями» и своими врагами. К тому же СДПГ выступила против предложенного коммунистами финансирования (в размере 60.000 рейхсмарок) 2 рабочих батальонов, отклонённого также бременским бургомистром.

### Создание Советской республики и её история
В связи с конфликтной ситуацией по вопросам управления городом и неудачными выборами во второй половине дня 10 января 1919 года коммунистами была организована массовая демонстрация на Марктплац, охраняемая вооружёнными рабочими. В это время к заседавшему Исполкому была отправлена делегация из 9 человек, и вскоре после этого А.Франзункевич провозгласил создание Социалистической республики Бремен с одновременным упразднением действующего Сената и городского управления. Все представители СДПГ выводились из Рабочего Совета и заменялись 30 представителями коммунистов и НСДПГ. В республике вводился Совет Народных Комиссаров, создавались рабочие вооружённые отряды, представители буржуазии разоружались. Была конфискована городская профсоюзная касса и передана в распоряжение Республики. Напоследок были отправлены две телеграммы — одна к председателю Веймарского правительства Фридриху Эберту с требованием его отставки, другая — правительству Советской России с выражением поддержки и солидарности. Вечером того же дня был создан Совет Депутатов Трудящихся из 3 членов от Солдатского Совета, 3 — от коммунистов и 3 — от НСДПГ. Им были приняты первые декреты Республики — о разоружении контрреволюционных элементов, о введении цензуры для буржуазных газет, о комендантском часе (с 21:00), о введении жестких наказаний за погромы и грабежи.
Совету Депутатов из 9 человек придавался Исполком Рабочих и Солдатских депутатов из 15 человек, выполнявший контрольные функции. Вместе они образовывали правительство Советской Республики. Обоим этим органам подчинялись Народные комиссары для управления 9 областями: образования (Г. Бёзе), охраны общественного порядка и судопроизводства, налогообложения и финансов, социального обеспечения, промышленности и занятости, строительства, транспорта и судоходства, пропаганды (К. Штёрмер) и прессы.
Внутреннее положение Республики постепенно ухудшалось в результате постоянного саботажа со стороны контрреволюционных сил, сохранявшихся в Бремене, и тяжёлой экономической ситуации. К этому добавилась чувствительная её изоляция внутри Германии после подавления восстания спартаковцев в Берлине и убийства там Карла Либкнехта и Розы Люксембург. К этому добавились также и разногласия между членами НСДПГ и коммунистами, в частности по вопросу об избрании депутатов в Германское национальное собрание. Представители коммунистов и левых социалистов выступили против этих выборов, и на заседании Советского правительства большинством голосов заветировали проведение выборов в Бремене. Однако на следующий день фракция НСДПГ при поддержке представителей Солдатского Совета проголосовала за проведение выборов, которые в конце концов КПГ бойкотировала. В результате за СДПГ проголосовали 42 % избирателей, за буржуазную Германскую демократическую партию — 33,5 % и за НСДПГ — 18,2 %, что не могло не поколебать положение Советского правительства города.
Напряжённая ситуация складывалась и между вооружёнными рабочими отрядами и солдатами в Бремене. Так, 14 января едва не стали началом к гражданской войне — солдаты гарнизона заняли городской центр, вокзал, мосты. Затем они направились к верфям AG Weser, одному из опорных пунктов КПГ, где были встречены вооружёнными докерами. Результатом перестрелки были убитые и раненые с обеих сторон. Одновременно складывалась тяжёлая ситуация и в вопросах финансирования расходов республики. 12 января директор Городской кассы сообщил председателю Совета Народных Комиссаров, что денежных средств достаточно лишь на двухнедельные нужды. В то же время так и не было принято решение о конфискации золотовалютных средств, находившихся на хранении в бременских банках. Советское правительство Бремена было вынуждено рассмотреть вопрос о получении кредитов. 16 января был получен ответ от берлинских банков, что о предоставлении кредита Советам не может быть и речи. После переговоров с бременскими банками они 18 января и 20 января обусловили предоставление кредита рядом политических требований (введение выборного народного управления, отмену цензуры и осадного положения).
В правительстве Советской республики также не было найдено решение в вопросе о характере экономических отношений в Бремене: должны ли были осуществиться мероприятия, характерные для диктатуры пролетариата по тотальной национализации предприятий — или свободная коммерческая инициатива должна была сохраняться. С одной стороны, национализация более соответствовала идеологическим принципам коммунистов и левых социалистов, с другой — они находились в зависимости от получаемых кредитов. В то же время было проведено ряд реформ, оформленных «Социально-политической программой Комитета по производству» от 11 ноября 1918 года, гарантировавших трудящимся 8-часовый рабочий день и создание государственной Рабочей комиссии, занимавшейся трудоустройством безработных на частных предприятиях. В области образования в школах Республики было отменено преподавание религии.

### Падение республики в Бремене

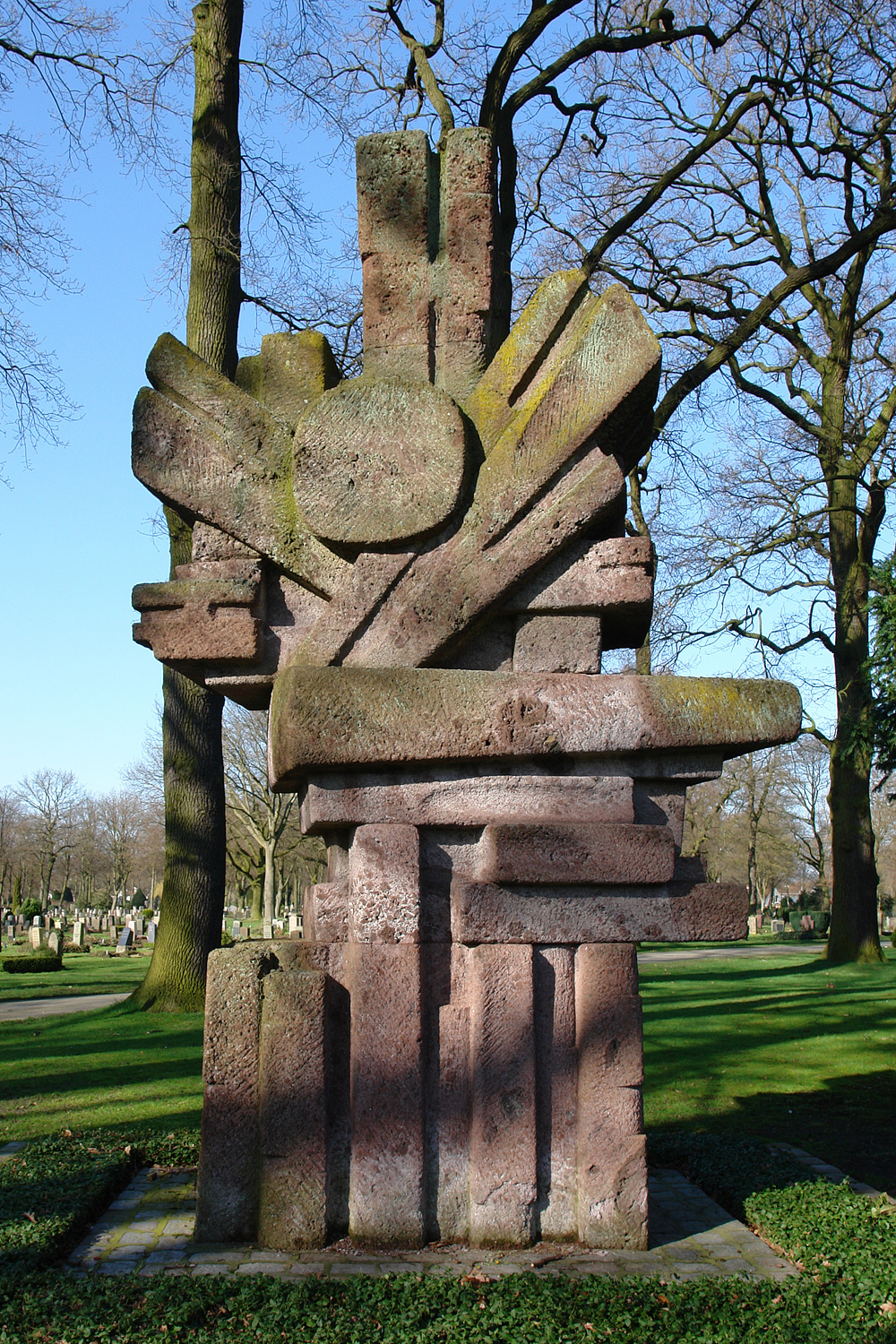
Георг Арфман Памятник павшим защитникам Советской Республики в Бремене

18 января Бременский Совет, несмотря на несогласие коммунистов, принял требование банков города о проведении выборов в Народное представительство в обмен на получение кредитов. Выборы были назначены на 9 марта 1919 года. В ответ на это 20 января представители КПГ, а вслед за ними и «независимые социал-демократы» пообещали выйти из правительства Республики, что привело бы к прекращению его деятельности. В результате коммунисты пересмотрели своё решение. Когда же и после этого, 20 января банки отказались выделить кредит, рабочие отряды, руководимые наиболее радикальной частью КПГ, разобрав оружие из арсенала бременского гарнизона, заняли здания банков и городских официальных учреждений. Однако более ничего предпринято не было, и вскоре рабочие разошлись по домам.
В то же время буржуазия Бремена ещё до провозглашения Советской республики обращалась в Берлин с требованиями прислать войска для разгрома революции. После подавления берлинского восстания спартаковцев правительство, наконец, могло это сделать и отправило 29 января 1919 года в Ферден дивизию под командованием полковника Вильгельма Герстенберга (нем. Wilhelm Gerstenberg), получившую позднее приказ о начале военной операции. Ей помогали члены «корпуса Каспари», 600 добровольцев под началом майора Вальтера Каспари, бывшего командующего 75-го бременского полка. На вооружении у сил контрреволюции находилась также артиллерия и два броневика. Прошедшие 29 января — 1 февраля переговоры, в которых от Совета потребовали разоружить рабочих и вернуть оружие солдатам 75-го полка, окончились безрезультатно. 3 февраля 1919 года Густав Носке издал приказ о военном подавлении Бременской республики.
Никаких серьёзных оборонительных мероприятий, даже после подавления восстания спартаковцев, правительство Республики не предприняло. Даже когда правительственные войска вступали в Бремен, члены Совета вели дебаты о том, стоит ли для защиты города выдавать населению оружие и есть ли альтернатива вооружённым действиям. Несмотря на то, что подавление революции в Бремене было встречено стачками и рабочими волнениями в Гамбурге, Ольденбурге, Куксхафене, Бремерхафене и др., никакой конкретной помощи Советский Бремен не получил. Несколько сотен добровольцев-коммунистов, возглавляемых Эрнстом Тельманом, до Бремена не смогли добраться, а вооружённый отряд из Бремерхафена прибыл слишком поздно и вынужден был отступить. Нападавшие выступили на Бремен 4 февраля 1919, в 10:15, двумя колоннами вдоль рек Везер и Аллер. В результате ожесточённого, но неуправляемого никем сопротивления горожан в перестрелке погибли со стороны правительственных войск 24 солдата, со стороны Республики 28 вооружённых рабочих, а также гражданские лица: 18 мужчин, 5 женщин и 6 детей. К 21:00 город был взят правительственными войсками. Революционные власти в Бремерхафене были свергнуты 8-9 февраля 1919 года.

### Бремен после падения советской власти
После падения Бременской Советской Республики в городе было создано временное правительство, преимущественно из представителей СДПГ. Первым же своим указом оно позаботилось о создании регулярных правительственных войск. В отличие от массовых расстрелов и казней, ознаменовавших конец Баварской советской республики, при и после подавления революции в Бремене экзекуций практически не было — лишь один рабочий был застрелен «при попытке к бегству». Некоторые деятели республики, такие, как Адам Фразункевич и Курт Штёрмер, ушли в подполье. Альфред Хенке, после безуспешных переговоров в Фердене, уехал оттуда в Берлин, где стал депутатом Национального собрания. Художник Генрих Фогелер, участвовавший в работе Советской республики, был арестован. Комендантом Бремена стал полковник Герстенберг, передавший власть временному правительству под руководством Карла Дейхмана. Оно первым делом ввело осадное положение в городе и земле Бремен, запретило журнал Der Kommunist и вернуло СДПГ Bremer Bürger Zeitung. 6 февраля 1919 года к руководству Бременом вернулся Городской сенат. 9 марта 1919 года было избрано Бременское национальное собрание (Bremer Nationalversammlung), которое начало работу 4 апреля, 9 апреля был принят Закон о временном устройстве государстве власти (Gesetz zur vorläufigen Ordnung der Staatsgewalt), став фактически временной конституцией, а 18 мая 1920 года постоянную конституцию.

## Государственное устройство
Высшие органы государственной власти — Рабочий совет (Arbeiterrat) и Солдатский совет (Soldatenrat), избирался рабочими и солдатами, между их сессиями — Исполнительный совет рабочих и солдатских советов (Vollzugsrat vom Arbeiter- und Soldatenrat), избирался рабочим и солдатским советами, исполнительный орган — Совет народных уполномоченных (Rat der Volksbeauftragten), избирался рабочими и солдатским советами.

## Память
В 1922 году на могиле павших защитников Республики был установлен памятник работы скульптора Бернгарда Хётгера (разрушен после захвата власти нацистами в 1933 году). Вплоть до наших дней ежегодно 4 февраля почтить память революционеров собирается от 2 до 3 тысяч человек. В 1972 году, на месте разрушенного, был установлен новый памятник работы Георга Арфмана.